# 芳草街街道
芳草街街道，是中华人民共和国四川省成都市武侯区下辖的一个乡镇级行政单位，由成都高新技术产业开发区代管。2019年12月，武侯区调整部分街道行政区划。将石羊街道府城社区南三环路四段中心线以北行政区域划归芳草街街道管辖，芳草街街道办事处驻神仙树西路4号。

## 行政区划
芳草街街道下辖以下地区：
府城社区、新能社区、蓓蕾社区、元通社区、紫荆社区、紫竹社区、紫薇社区、芳华社区和神仙树社区。